# John T. Tate

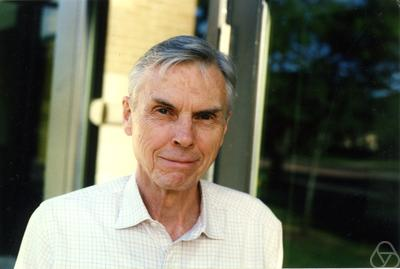
John T. Tate (1993)

John Torrence Tate (* 13. März 1925 in Minneapolis, Minnesota; † 16. Oktober 2019 in Lexington, Massachusetts) war ein US-amerikanischer Mathematiker, der auf den Feldern algebraische Geometrie und Zahlentheorie arbeitete.

## Leben und Werk
Nach drei Jahren in der US-Navy erhielt Tate 1946 seinen B.A. von der Harvard University und promovierte 1950 bei Emil Artin an der Princeton University (Fourier Analysis in Number Fields and Hecke’s Zeta Functions). Dort war er auch von 1950 bis 1954 Professor, bevor er an die Harvard-Universität ging. 1990 ging er an die University of Texas at Austin.
In seiner Doktorarbeit „Fourier analysis in number fields and Hecke’s Zetafunctions“ (in Cassels, Fröhlich (Hrsg.): „Algebraic Number Theory“ 1966 veröffentlicht und allgemein als Tate’s Thesis oder Tate-Iwasawa-Theorie bekannt) wandte er die harmonische Analysis in Zahlkörpern an (Fourieranalyse auf den Adelering und die Idelegruppe) und erzielte viele Resultate Erich Heckes über L-Funktionen auf anderem Weg.
In Zusammenarbeit mit Emil Artin formulierte er die Klassenkörpertheorie mit Gruppenkohomologie (Galoiskohomologie). In „The higher dimensional cohomology groups of class field theory“ (Annals of Mathematics 1952) führte er die Tate-Kohomologiegruppen ein. In seinem ICM-Vortrag 1962 in Stockholm „Duality theorems in Galois cohomology over number fields“ formulierte er seine Dualitätssätze (Tate-Dualität). Seine Tate-Shafarevich-Gruppen sind von fundamentaler Bedeutung für die arithmetische Geometrie. Sie messen – grob gesagt –, inwieweit die Varietät vom Hasse-Prinzip abweicht, nach dem man von der p-adischen („lokal“) und reellen Lösbarkeit auf die Lösbarkeit in rationalen Zahlen („global“) schließen will, was bei quadratischen Formen möglich ist (Hasse), bei kubischen Kurven (elliptische Kurven) aber im Allgemeinen schon nicht mehr. Viele von ihm gefundene Resultate zur Galoiskohomologie sind erst in den Büchern von Jean-Pierre Serre publiziert worden.
1958 gab er mit Arthur Mattuck einen neuen Beweis der Ungleichung von Castelnuovo-Severi in der algebraischen Geometrie.
„p-divisible groups“ (auch Barsotti-Tate-Gruppen genannt) von 1966 (Proc. Conf. Local Fields, Driebergen) behandelt p-adische Galoisdarstellungen, das heißt solche über lokalen Körpern der Charakteristik p.
In den 1960er Jahren formulierte er auch die Tate-Vermutung über algebraische Zyklen, die die Wirkung der absoluten Galoisgruppe auf die l-adischen Kohomologiegruppen algebraischer Varietäten beschreibt („Algebraic cycles and poles of zeta functions“ in Schilling (Hrsg.): „Arithmetical algebraic geometry“ 1965). In „Endomorphisms of abelian varieties over finite fields“ (Inventiones Mathematicae 1966) konstruiert er solche Zyklen aus kohomologischen Informationen.
In den 1970er Jahren arbeitete er über algebraische K-Theorie („Relations between K2 and Galois Cohomology“, Inventiones Mathematicae 1976).
In den 1980er Jahren untersuchte er die Stark-Vermutungen über Nullstellen von L-Funktionen im Fall von Funktionenkörpern. Er untersuchte auch die Birch-Swinnerton-Dyer-Vermutungen sowie ihre Analoga im p-adischen Fall (mit Barry Mazur, Teitelbaum, Inv. Math. 1986).
Er gab eine p-adische Uniformisierungstheorie elliptischer Kurven und abelscher Varietäten („Tate-Kurve“) und führte „Rigid analytic spaces“ ein (Inventiones Mathematicae 1971).
Eine Vermutung, die nach ihm und Mikio Satō benannt ist, postuliert eine Wahrscheinlichkeitsverteilung der Phasen der Koeffizienten der Hasse-Weil-Zetafunktion elliptischer Kurven.
Von ihm stammt auch die Hodge-Tate-Theorie (als p-adisches Analogon der Hodge-Theorie) und die Honda-Tate-Theorie (der Klassifikation abelscher Varietäten über endlichen Körpern). Nach ihm benannt sind außerdem die Néron-Tate-Höhe (zusätzlich nach André Néron benannt), Tate-Kohomologiegruppen, Tate-Motive und Tate-Moduln (die zur Klassifikation abelscher Varietäten bis auf Isogenie im Tate-Isogenie-Theorem dienen).
Zu seinen Schülern gehören u. a. Ken Ribet, Benedict H. Gross, Carl Pomerance, Jonathan Lubin, Joe Buhler und Joseph Silverman.
Er erhielt 1956 den Colepreis in Zahlentheorie. 1995 erhielt er den Leroy P. Steele Prize der American Mathematical Society, 2002 den Wolf-Preis und 2010 den Abel-Preis. 1970 hielt er einen Plenarvortrag auf dem ICM in Nizza (Symbols in Arithmetic). Er war Fellow der American Mathematical Society. 1958 wurde er in die American Academy of Arts and Sciences und 1969 in die National Academy of Sciences gewählt. Er war Mitglied der Académie des sciences und der Norwegischen Akademie der Wissenschaften. 1999 wurde er Ehrenmitglied der London Mathematical Society.
Seine erste Frau Karin war die Tochter des Mathematikers Emil Artin und der Mathematiker Dustin Clausen ist sein Enkel.

## Schriften
- Tate: Endomorphisms of Abelian Varieties over Finite Fields. In: Inventiones Mathematicae. Band 2, Nr. 2, 1966, 134–144.
- Tate: The Arithmetic of Elliptic Curves. In: Inventiones Mathematicae. Band 23, Nr. 3/4, 1974, S. 179–206.
- Barry Mazur, Jean-Pierre Serre (Hrsg.): Collected Works of John Tate (= Collected Works Series. 24). 2 Bände. American Mathematical Society, Providence RI 2016, ISBN 978-0-8218-9091-2.